# Roststjärtad newtonia
Roststjärtad newtonia (Newtonia fanovanae) är en hotad fågel i familjen vangor som enbart förekommer på östra Madagaskar..

## Utseende och läten
Roststjärtad newtonia är en liten (12 cm) insektsätande tätting. På ovansidan är den mellanbrun på ryggen, på hjässa och kinder gråare, och mörkare på vingpennorna med en ljusorange vingpanel i armpennorna. Stjärten är rätt bjärt rostfärgad vid roten. Undersidan är vitaktig, med ljusorange anstrykning på bröstsidorna. Näbben har mörk övre näbbhalva och ljusgrå under. Den är mycket lik hona rödstjärtad vanga, men skiljer sig genom den slankare, tvåfärgade näbben, vingpanelen och avsaknad av ljus ögonring. Sången beskrivs som en serie fallande "pitchi-pitchi-pitchi" följt av ett "swee-swee-swee".

## Utbredning och systematik
Fågeln förekommer lokalt i regnskog på östra Madagaskar. Den behandlas som monotypisk, det vill säga att den inte delas in i några underarter.

## Status och hot
Roststjärtad newtonia har en liten världspopulation bestående av uppskattningsvis endast 2 500–10 000 vuxna individer. Den tros också minska i antal till följd av habitatförlust. Fågeln är därför upptagen på internationella naturvårdsunionen IUCN:s röda lista över hotade arter, kategoriserad som sårbar (VU).

## Namn
Släktesnamnet Newtonia hedrar Sir Edward Newton (1832-1897), brittisk kolonial administratör på Mauritius samt naturforskare och samlare av specimen på Madagaskar 1861-1862 och i Seychellerna 1866. Dess vetenskapliga artnamn fanovanae syftar på skogsområdet Fanovana på östra Madagaskar.